# لانگا دل کاستییو
لانگا دل کاستییو (به اسپانیایی: Langa del Castillo) یک دهستان در اسپانیا است که در استان ساراگوسا واقع شده‌است. لانگا دل کاستییو ۵۰ کیلومتر مربع مساحت و ۱۷۵ نفر جمعیت دارد.